# Рамгулам, Сивусагур
Сивусагур Рамгулам (хинди शिवसागर रामगुलाम, англ. Seewoosagur Ramgoolam; 18 сентября 1900, Кевал-Нагар, Маврикий — 15 декабря 1985, Порт-Луи, Маврикий) — маврикийский политик, участник борьбы за независимость Маврикия. Лидер Лейбористской партии с 1949 по 1982 год, главный министр Маврикия с 26 сентября 1961 года по 12 марта 1968 года, первый премьер-министр Маврикия с 12 марта 1968 года по 16 июня 1982 года, генерал-губернатор Маврикия с 1983 по 1985 год. Рамгулам, пламенный сторонник политических идей Махатмы Ганди, был очень популярен среди населения страны, которое считало его «отцом нации». Рыцарь Великого Креста ордена Святых Михаила и Георгия и Великий офицер ордена Почётного легиона.

## Биография

### Происхождение
Сивусагур Рамгулам, также известный как Кевал, родился 18 сентября 1900 года в районе Флак, Британский Маврикий, в семье индийского происхождения. Его отец, иммигрант-рабочий из Индии, Мохит Рамгулам приехал на Маврикий в возрасте до 18 лет на корабле «Hindoostan» в 1896 году. Его старший брат, Рамлучарн, покинул родную деревню в Бихаре и уехал искать счастья за рубежом. Мохит стал кабальным рабочим, а затем получил должность сирдара (надзиратель) в «La Queen Victoria Sugar Estate». В 1898 году он женился на Басмати Рамчарн, и переехал в «Belle Rive Sugar Estate». Басмати была молодой вдовой и у неё уже было два сына: Нукчади Хирамун и Рамлалл Рамчарн.

### Юность и образование
Сивусагур воспитывался в атмосфере индийской культуры и философии, учился в местной вечерней школе населенного пункта Баитка, где детей индусской общины обучали родному языку хинди. Учитель (гуруджи) обучал их молитвам и песням из священных писаний, таких как Веды, Рамаяна, Упанишад и Бхагавад-гита. Позже без ведома матери он присоединился к соседней начальной школе мадам Сирис. А затем на поезде от станции Оливия уехал в Воздушную государственную школу. В возрасте семи лет Рамгулам потерял отца, а в двенадцать — левый глаз.
Он продолжил обучение в Королевском колледже Кюрпип, и в это время он жил у своего дяди Гарри Парсада Сивудгарри, присяжного землемера. Там он впервые от дяди и его круга его друзей узнал о политической ситуации в Маврикии и страстной борьбе за освобождение Индии под руководством Махатмы Ганди, Джавахарлала Неру и Раш Бихари Бозе от колониального господства Великобритании. Эти разговоры спустя несколько лет стали основой его политических убеждений. Позже, после учёбы он работал в газете «The Mauritius Indian Times». Классы стипендий помогли Рамгуламу пропустить формы I и II, и идти прямо в детский Кембридж в Королевском колледже Кюрпип, где он попал под влияние английских преподавателей, преподобного Фаулера и мистера Харвуда. Рамгулам был впечатлён британской культурой и манерами, он стал любителем английской и французской литературы.
После окончания среднего образования, Рамгулам работал в течение трех месяцев на государственной службе, несмотря на господствующий в организации расизм. Воспоминания о бедных людях, которых он встречал, и смерть его матери, привели Рамгулама, к помощи менее удачливым чем он, а также к формированию многих хороших качеств его характера. Он понял, что может помочь облегчению страданий бедняков в качестве врача. И его брат Рамлалл обещал помочь ему в финансовом отношении для обучения на медицинскую профессию в Лондоне. В 1921 году Рамгулам отплыл на корабле «Messagerie Maritime» в Лондон с пересадкой в Париже, в котором он бросился в книжный магазин, чтобы купить книги Андре Жида и Андре Мальро, с которыми позже подружился. Рамгулам кончил Университетский колледж Лондона и слушал лекции в Лондонской школе экономики и политических наук.

### Пост премьер-министра
Сивусагур Рамгулам с 1961 по 1968 год был главным министром Маврикия, и 12 июня 1965 года в день рождения королевы он был посвящён в рыцари. 12 марта 1968 года Маврикий был объявлен независимым государством в составе британского Содружества. В среде маврикийской общественности Рамгулам был известен как «отец нации», считался страстным поклонником Махатмы Ганди и следовал опыту некоторых азиатских и африканских стран.
С 1968 по 1982 год Рамгулам был первым премьер-министром Маврикия, и в это время под его руководством в стране сменилось несколько коалиционных правительств. Его правительства осуществили ряд важных социально-экономических преобразований, включая введение пенсий по возрасту, всеобщего бесплатного образования и здравоохранения.
В апреле 1972 года во время краткосрочного визита Рамгулама в Москву были установлены первые контакты на правительственном уровне между Маврикием и СССР, а летом следующего года состоялся официальный визит Рамгулама в Москву. В октябре 1974 года корабли военно-морского флота СССР прибыли на Маврикий, и Рамгулам в книге почетных гостей крейсера «Ленинград» написал, что:
Мне всегда доставляет удовольствие посещение советских военных кораблей, а особенно противолодочного крейсера «Ленинград», потому что он носит имя, которое близко и дорого нашим сердцам. Советские моряки привезли к нам дружбу всего советского народа, и мы очень рады этому.
Примечательно, что в городском парке местными жителями был воздвигнут бюст Владимиру Ленину.

### Пост генерал-губернатора
С 1959 по 1982 год Сивусагур Рамгулам был лидером Лейбористской партии Маврикия (PTR), сменив Эммануэля Ангуетилля. После выборов 1976 года возглавлял коалиционное правительство, вступив в союз с правой Маврикийской социал-демократической партией (PMSD) Гаэтана Дюваля. Впоследствии в 1982 году он потерпел поражение на всеобщих выборах от коалиции МММ—PSM, и потерял место в своем избирательном округе. В 1983 году он присоединился к коалиции MSM—PTR—PMSD и в 1983 году был назначен генерал-губернатором, в то время как Анируд Джагнот стал премьер-министром.

### Смерть
Сивусагур Рамгулам умер в своем кабинете в Государственном доме в Порт-Луи, 15 декабря 1985 года из-за осложнений со здоровьем. Лидером Лейбористской партии стал Саткам Булелл, который впоследствии передал это пост сыну Рамгулама, Навину Рамгуламу, с 2005 года действующему премьер-министру Маврикия.

## Интересные факты

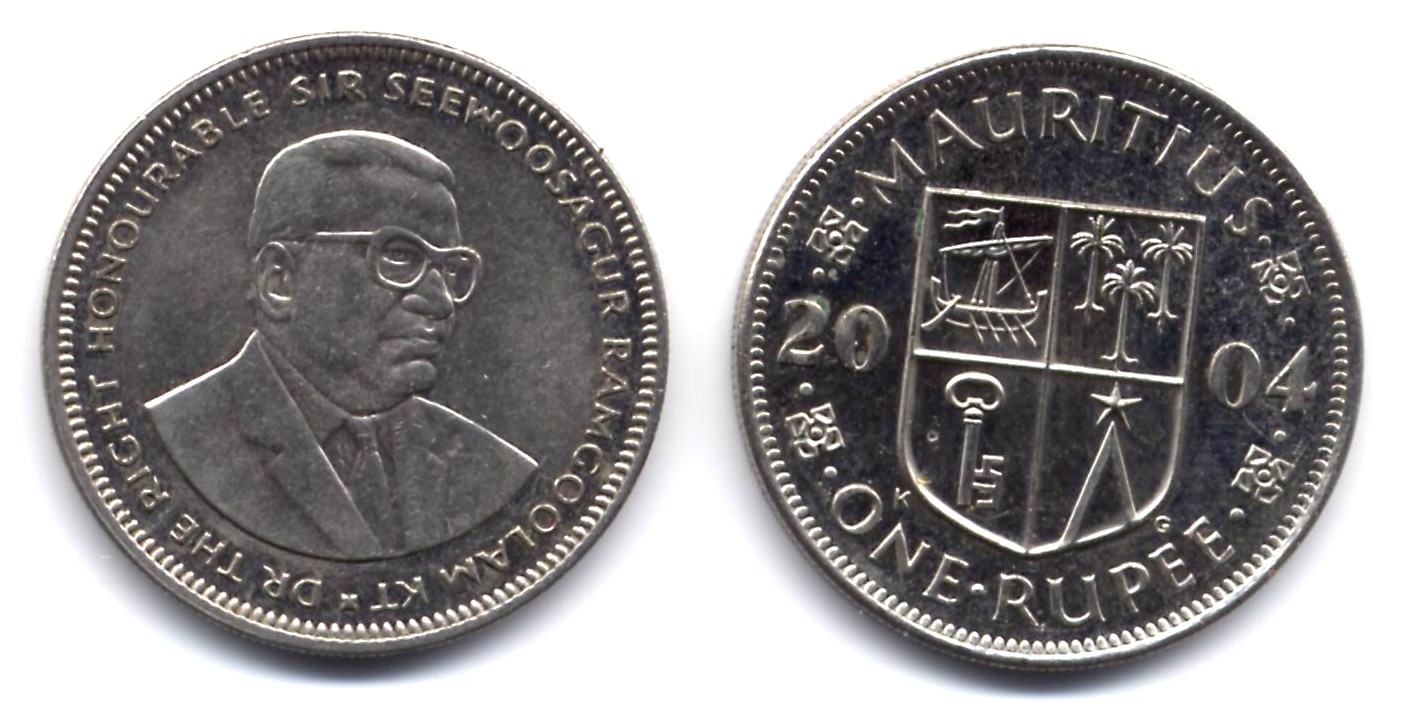
1 маврикийская рупия

- Сивусагур Рамгулам был награждён премией ООН в области прав человека[7].
- В Порт-Луи находится Ботанический сад имени сэра Сивусагура Рамгулама.
- В честь Сивусагура Рамгулама назван Международный аэропорт Маврикия (Sir Seewoosagur Ramgoolam International Airport)[8].
- В 1995 году премьер-министром был избран Навин Рамгулам, сын Сивусагура.
- Сивусагур Рамгулам изображён на всех монетах и на банкноте в 2000 маврикийских рупий.